# Universiteit van Tokio
De Universiteit van Tokio (東京大学, Tōkyō daigaku), vaak afgekort tot Todai (東大, Tōdai), is een grote universiteit in Tokio (Japan). De universiteit heeft tien faculteiten met ongeveer 30.000 studenten, waarvan 2.100 van buitenlandse afkomst. De vijf campussen bevinden zich in Hongō, Komaba, Kashiwa, Shirokane en Nakano.
De universiteit staat bekend als de meest vooraanstaande van Japan en een van de topuniversiteiten in Azië.

## Geschiedenis
De universiteit werd in 1877 opgericht door de Meiji-regering. In 1886 kreeg de universiteit de naam Keizerlijke Universiteit (帝国大学, Teikoku daigaku)", en in 1887 Keizerlijke universiteit van Tokio (東京帝国大学, Tōkyō teikoku daigaku), als onderdeel van de invoering van een stelsel van keizerlijke universiteiten.
In 1947, na de nederlaag van Japan in de Tweede Wereldoorlog, kreeg de universiteit haar huidige naam. Met de start van een nieuw universitair systeem in 1949, fuseerde Todai met de Eerste Hogere School en de voormalige Hogere School van Tokio. Deze verzorgen nu de colleges voor eerste- en tweedejaars studenten.

## Reputatie
Hoewel bijna alle academische disciplines er worden onderwezen, is de universiteit vooral bekend om zijn faculteiten natuurwetenschappen, rechten en letteren. Veel Japanse politici hebben aan de universiteit gestudeerd. In 2008 werd de universiteit door The Times Higher Education Supplement beoordeeld als beste universiteit van Azië, en 19e op de lijst van beste universiteiten ter wereld. De Universiteit van Kyoto wordt gezien als de belangrijkste rivaal van de Universiteit van Tokio.

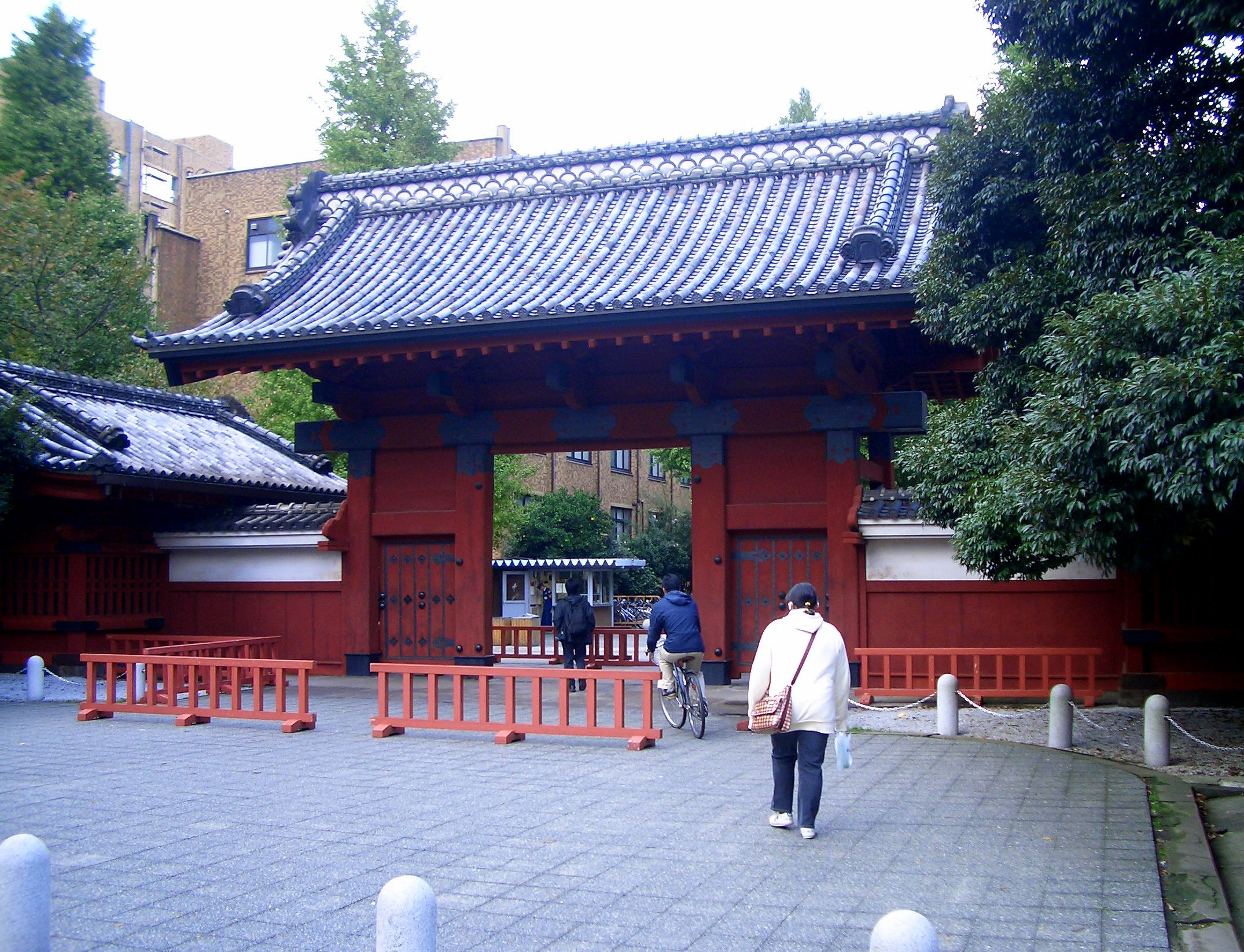
De rode poort

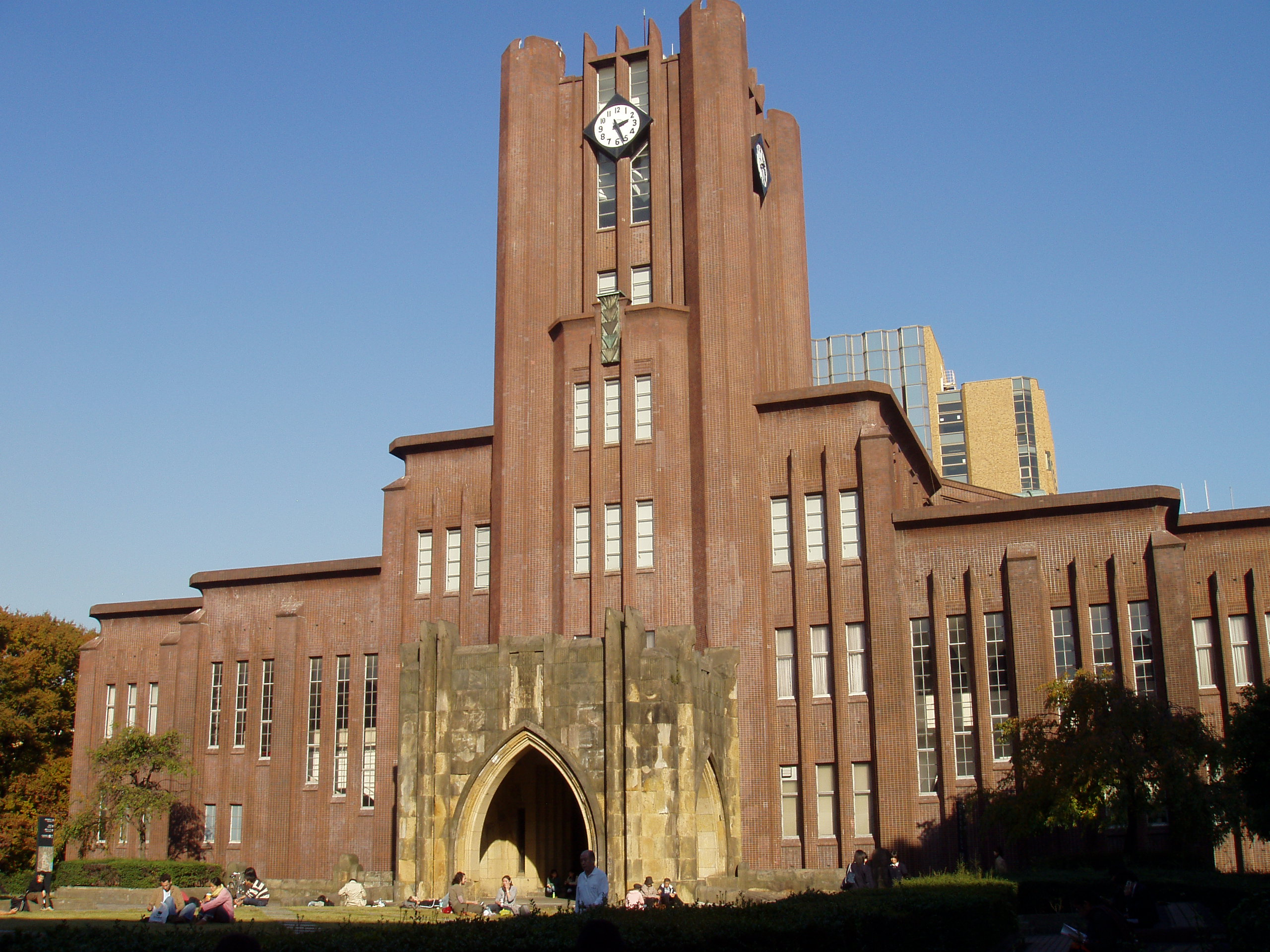
Yasuda Auditorium op de Hongō Campus.

## Faculteiten
- Rechten
- Medicijnen
- Ingenieurswetenschappen
- Letterkunde
- Natuurwetenschappen
- Landbouwwetenschappen
- Economie
- Kunsten en wetenschappen
- Onderwijs
- Farmaceutische wetenschappen